# German Doner Kebab
A German Doner Kebab (GDK) é uma cadeia de kebab fast casual, especializada em doner kebabs alemães, de propriedade da Hero Brands desde 2017. Sua origem remonta a um restaurante em Berlim, Alemanha, em 1989, e o primeiro local foi inaugurado em Dubai, Emirados Árabes Unidos, em 2013. A empresa foi comprada com uma participação majoritária em 2017 pela família Sarwar (Hero Brands) e mudou sua sede para Glasgow, Escócia.
A empresa opera mais de 100 restaurantes no Reino Unido, na Suécia, na América do Norte e no Oriente Médio.

## História
A empresa é de propriedade majoritária da Hero Brands, sediada em Glasgow, que também é proprietária da marca de comida havaiana Island Poké e do restaurante de saladas Choppaluna.
O produto “Doner Kebab” foi definido legalmente pela primeira vez em Berlim, em 1989, com o estabelecimento do conceito de marketing de Berlim para o produto de carne Döner Kebab. Em 2012, Farshad Abbaszadeh transformou esse conceito em uma cadeia de bufê de sistema sob o nome “German Doner Kebab” e abriu a primeira filial em Dubai. Em seguida, ele abriu seu primeiro restaurante no Reino Unido em 2014 e, no final de 2017, havia sete.
Em 2016, Athif Sarwar se deparou com a franquia enquanto passava férias em Dubai e, mais tarde, recebeu os direitos de desenvolvimento no Reino Unido. Mais tarde, Sarwar adquiriu os direitos internacionais da marca de Farshad Abbaszadeh, CEO e fundador do German Doner Kebab.
A cadeia foi comprada com uma participação majoritária pela família Sarwar em 2017, que transferiu a sede para Glasgow.
Em setembro de 2022, a rede operava em sete países: Reino Unido, Emirados Árabes Unidos, Suécia, Canadá, Estados Unidos, República da Irlanda e Arábia Saudita.

### Oriente Médio
Em 2018, a rede tinha 13 locais nos Emirados Árabes Unidos, e planos para uma expansão para 55 unidades em 2020 foram anunciados na época.
Em abril de 2019, a rede assinou um novo contrato de franquia para expandir na Arábia Saudita.

## Produtos
A rede usa carne bovina e frango importados da Alemanha para “manter a consistência e a qualidade”, e seu pão de waffle torrado também é importado da Alemanha. A rede afirmou em 2015 que sua carne era 100% Halal.